# Overeenkomst (contract)

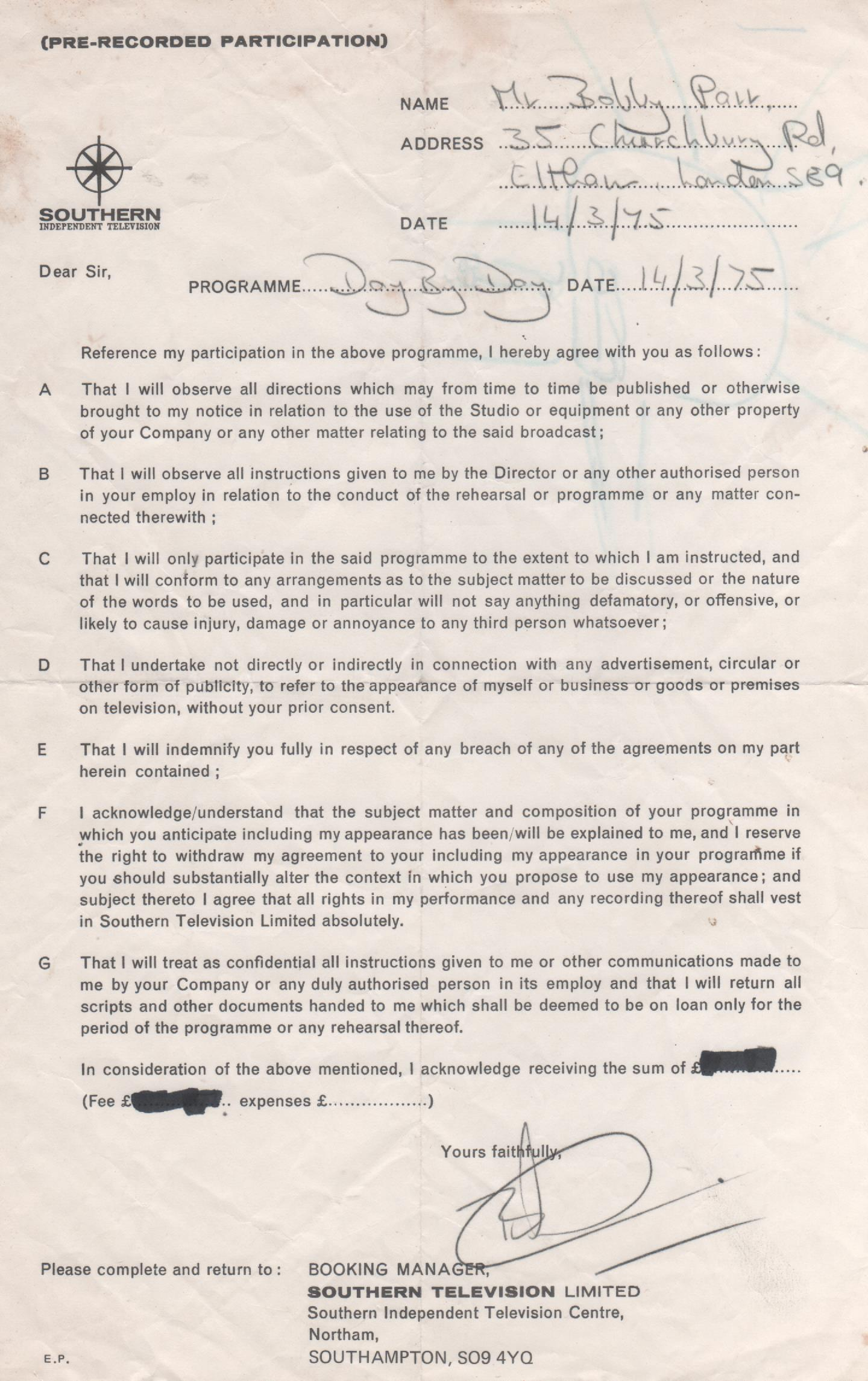
Contract voor deelname aan een Engels televisieprogramma, Northam, Engeland, 1975.

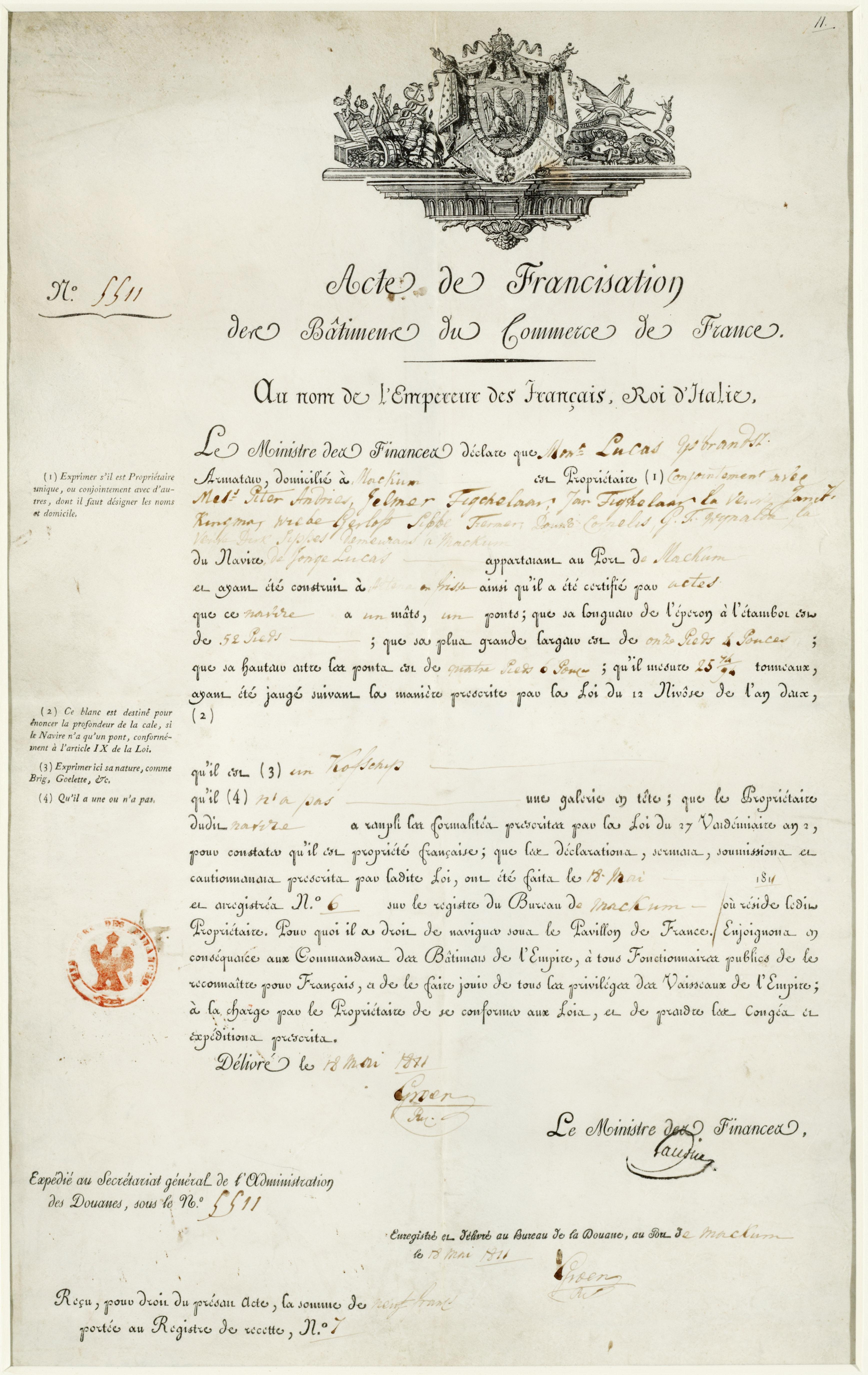
Overeenkomst over de bouw van een kofschip tussen de keizer van Frankrijk en de Nederlandse Parten-Rederij, 1871

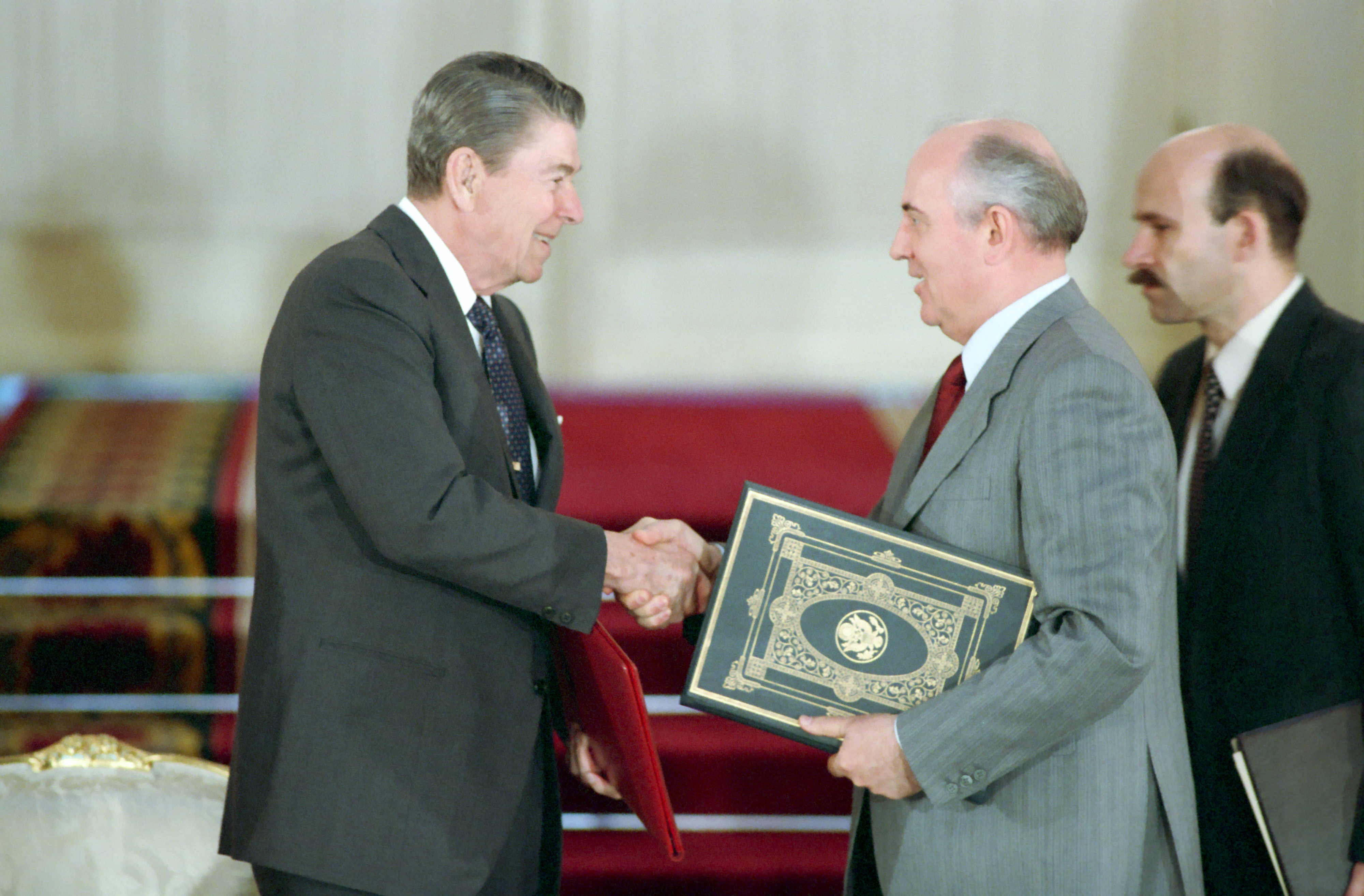
Het gebruik om elkaars handen te schudden bij het bereiken van een overeenkomst: President van de Verenigde Staten Ronald Reagan en USSR leider Mikhail Gorbachev

Een overeenkomst, contract of convenant is een afspraak tussen ten minste twee natuurlijke personen of rechtspersonen – de partijen, of specifieker contractanten – over wat ze met elkaar of voor elkaar zullen gaan doen – de te leveren prestatie – of laten.
Overeenkomsten moeten worden onderscheiden van verbintenissen: een overeenkomst kan wel een verbintenis scheppen, maar het omgekeerde is niet altijd het geval, een verbintenis hoeft niet per se uit een overeenkomst voort te komen. Als iemand een ander schade toebrengt kan daaruit een verbintenis ontstaan de schade te vergoeden op grond van de wet, dus zonder dat partijen daarover een overeenkomst hebben gesloten.

## Eigenschappen
Elke staat heeft regels voor overeenkomsten, het overeenkomstenrecht genoemd. Zijn er internationale aspecten bij een overeenkomst, bijvoorbeeld omdat partijen in verschillende landen gevestigd zijn, regelt het Internationaal privaatrecht welk recht (oftewel: het recht van welke staat) in een gegeven geval van toepassing is. Daarbij wordt gekeken naar nationale aanknopingspunten als woonplaats van partijen, plaats van contractsluiting of uitvoer ervan. Daarvan kan worden afgeweken in de overeenkomst, partijen kunnen onderling afspreken welk recht van toepassing zal zijn bij geschillen en voor welke rechter een procedure gevoerd moet worden, dat wordt 'rechtskeuze' genoemd. Ook kan worden afgesproken dat niet een gewone rechter zal worden ingeschakeld, maar geschillen door arbitrage zullen worden opgelost. Door een arbitraal beding in de overeenkomst kan worden afgesproken onder welk recht de arbiters hun uitspraak over de overeenkomst kunnen doen.
Soms heeft een overeenkomst een vooraf bepaalde looptijd, de periode waarvoor die geldt.
In het Nederlands wordt het woord contract vaak gebruikt voor de schriftelijke vastlegging van een wederkerige overeenkomst. Schriftelijk vastlegging kan nuttig zijn om het bestaan van een overeenkomst te bewijzen, maar is voor het ontstaan van een overeenkomst geen vereiste. Het bestaan van een niet-schriftelijk vastgelegde overeenkomst kan ook worden aangenomen op grond van de uitvoering ervan door de partijen (zoals daadwerkelijke levering van een prestatie en een contraprestatie). 
Overeenkomsten moeten in beginsel worden nagekomen: ''Pacta sunt servanda'' (Vertaling: Verdragen moeten worden geëerbiedigd.)
heet dat in juridisch latijn. Komt de wederpartij een overeenkomst niet na, dan kan die desnoods bij de rechter worden afgedwongen. 
Een overeenkomst kan nietig of vernietigbaar zijn, als deze in strijd is met hogere wetgeving, de openbare orde en de goede zeden, of wanneer er "wilsgebreken" bestaan, zoals dwaling, bedrog, bedreiging en misbruik van omstandigheden.  
De wet kent vele specifieke overeenkomsten, vaak om mede een zwakkere partij te beschermen. Voorbeelden zijn de arbeidsovereenkomst en de consumentenkoop. 
Er kunnen geschillen ontstaan over de inhoud van een overeenkomst. In Nederland probeert men dan de bedoeling van partijen te achterhalen. Met spreekt van een aanvullende of derogerende werking van redelijkheid en billijkheid. Professionele partijen kunnen daar minder een beroep op doen, want zij worden geacht te begrijpen wat ze afspreken. In Angelsaksische landen is men geneigd de tekst van een overeenkomst heel letterlijk te nemen. Bedacht moet worden dat het sluiten van een overeenkomst als regel vormvrij is. Op veilingen worden schilderijen gekocht door het ophalen van een wenkbrauw.

## Geschiedenis van de overeenkomst
Al in het Romeinse recht werden wetten ontwikkeld als de Codex Justinianus waarin aandacht werd besteed aan de overeenkomst. 
Ook in de Bijbel wordt in verband met de koop van een stuk land verwezen naar regels over de totstandkoming van overeenkomsten:
Als vroeger een dergelijke koop of ruil rechtsgeldig gemaakt moest worden, bestond er in Israël het gebruik dat men zijn sandaal uittrok en die aan de ander gaf. Zo werd een dergelijke zaak in Israël bekrachtigd. Ruth 4:7-8 